# 양유찬

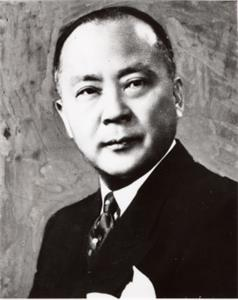
주미대사 재직 시의 양유찬 박사.

양유찬(梁裕燦, You Chan Yang, 1897년 - 1975년 10월 20일)은 대한민국의 의사, 외교관, 대학 교수, 정치인이다. 주한 미국 대사관 제2대 대사를 역임하였다.

## 생애

### 생애 초반
부산에서 태어났다. 일찍이 미국에 건너가 1916년 하와이 맥킨리고등학교를 마치고, 이듬해 하와이 대학교에서 수학하다가 북미 보스턴으로 옮겨가 1923년 보스턴 대학교 의학부를 졸업하고 의학박사 학위를 취득한 뒤 하와이로 돌아와 병원을 개업하였다. 사회사업으로 한인대학구락부를 만들고 호놀룰루기독교청년회연합회(YMCA) 이사, 호놀룰루한인기독교재단 회장 등의 일을 맡아보며 재미동포의 단결과 친목에 노력하였다.

### 주미 대사

1951년 9월 12일, 양유찬 2대 주미대사가 워싱턴 부임길에 LA 공항에서 환승을 기다리던 중 막내딸이 태극기를 들고 있는 모습.

1951년부터 1960년까지 주미대사를 맡았다. 주미 대사가 되기 전, 양유찬은 하와이에서 의사로 기반을 착실히 닦아 중국인 의사 2명까지 고용, 큰 병원을 경영하는 등 명성과 재물을 쌓아가고 있었다.
그러던 1951년 2월 어느날, 호놀룰루 총영사 김용식이 돌연 양유찬을 찾아가 '부산에 가서 이대통령을 좀 만나보라'는 전갈을 했다. 양유찬은 그래서 이대통령을 만났는데 그 자리에서 '주미대사로 가달라'는 말을 들었다.
돌연한 이 말에 양유찬은 외교를 전혀 모를 뿐아니라 한창 번창하고 있는 병원사업에서 손을 떼면 다시 회복하기 어렵다는 이유로 고사했다. 그러자 이승만은 '네가 후손에게 백만큼의 재산을 물려주고 죽는게 나으냐, 우리 3천만 백성을 살리는게 좋으냐'면서 24시간의 말미를 주었다.
당시 초량(草梁)에 있던 양성봉(梁聖奉) 경남지사 집에서 하룻밤 묵은 후 이튼날 아침 이승만에게 "제가 꼭 도움이 되겠다면 가겠습니다"고 하자 이승만은 "여기 가까이 앉으라"고 하면서 "내가 젊을 적에 너를 가르쳤다. 나는 혼자 생각하기를 네가 자라서 나와 함께 나라를 위해서 일했으면 얼마나 좋을까 하고 생각했었다. 이제 기회는 왔다. 너는 가서 전쟁으로 먹고입을 것을 다 잃은 3천만 민족을 먹여살려야 한다"고 말했다.
1952년 제7차 국제 연합 총회에 한국 대표단으로서, 변영태(단장), 임병직, 한표욱, 이재항, 서재식, 전상진과 함께 참석하였다.
1953년 4월 21일 현 상태에서 한국전쟁의 휴전이 이루어진다면 한국군은 유엔군사령부에서 이탈할 것이라는 내용을 담은 비망록을 미국 정부에 전달하였다. 한국전쟁 직후 한국의 국제적 지위향상에 기여하며 1953년까지 한일회담 수석대표로 일본과의 교섭에 앞장선 적도 있다.

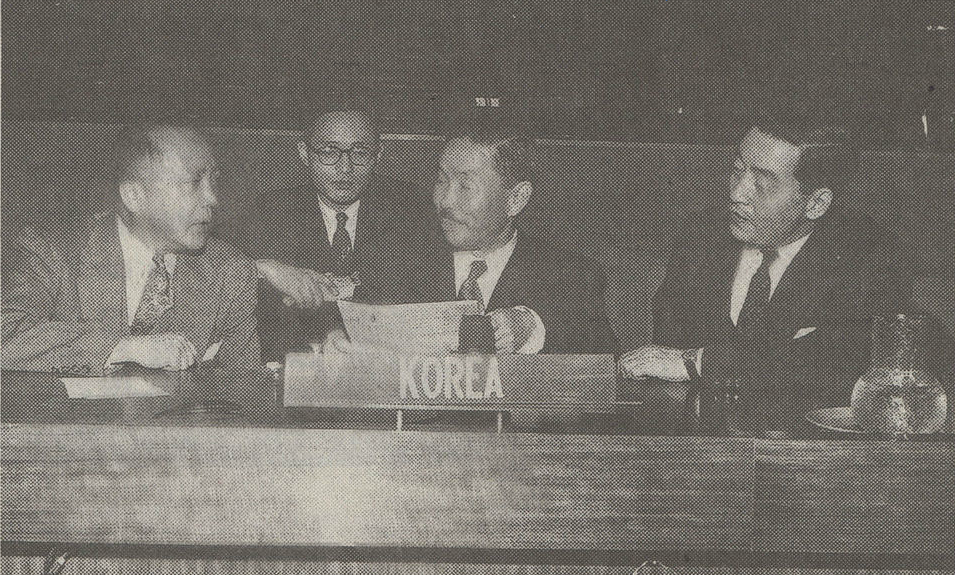
1954년, 유엔 총회에 참석한 한국 대표들. 왼쪽부터 양유찬, 한표욱, 변영태, 임병직

1954년 4월부터 7월까지 제네바에서 열린 제네바 정치회의에 대한민국 대표단의 대표로 참석하였다. 1956년 3월경, 한 담화 기사를 통해 "이승만 박사를 제거하면 누가 이 난국을 극복해 나가겠는가. ... 한국의 투표자들은 만일 이 대통령이 하야하신 경우 미국은 대한원조를 중단하게 될 것이다"라고 협박했다. 이에 대해 《동아일보》는 〈양 대사를 소환하라〉, 《조선일보》는 〈규명되어야 할 양 대사의 발언〉, 《경향신문》은 〈발언의 진부(眞否)를 규명하라〉, 《한국일보》는 〈교만과 억설을 삼가라〉등의 사설을 통해 비판하였다. 1957년 6월 5일, 양유찬은 친선사절로서 서독을 방문하여 콘라트 아데나워와 회담하고 조만간 국교를 수립하기로 합의하였다.

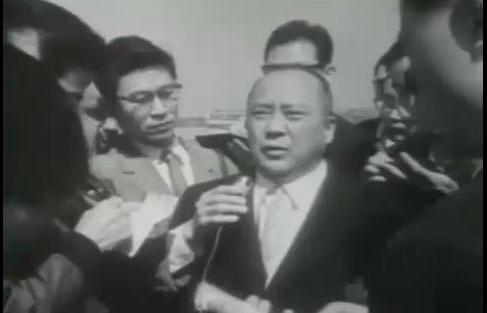
1958년, 김포 공항에 도착하여 기자들과 인터뷰하는 양유찬 주미대사.

1959년 12월 31일, 양유찬 대사는 소련 타스 통신의 "한국 해역 밖에서 비무장한 소련의 측량선에 대해 한국 전함이 공격을 가했다"는 보도는 허위조작된 것이라고 말했다. 양 대사는 성명을 통해, "소련은 순전히 대한민국에 대한 육지 및 공중공격을 위한 구실을 조작하고 있다"고 언명하였다. 그는 이어 "우리 정부와 해군은 타스 통신이 주장하는 바와 같은 공격을 한 바도 없으며 또한 이에 대해서 전혀 아는 바도 없다는 것을 선언하는 바이다"라고 말하고, 이어 "나는 대한민국 해군을 손상시키기 위한 이러한 허위무근(虛僞無根)한 공산주의자들의 선전을 큰 위험으로 생각한다"고 말하였다. 1960년 1월 21일 하오, 양유찬은 아이젠하워 미국 대통령의 극동 방문에 관하여 미국무성 관리들과 회담하였다. 양 대사는 아이젠하워 대통령의 한국방문 여부는 백악관에서만 결정할 수 있으되 국무성에서는 그의 요망을 백악관에 전달할 수 있다는 말을 들었다고 말하였다. 양 대사는 "나는 아이젠하워 대통령이 한국을 방문할 것이라는 커다란 자신을 갖고 있다. 문호는 닫히지 않았다."고 말하였다. 그는 이어서 "수많은 미국 청년이 희생된 한국을 아이젠하워 대통령이 방문하는 것은 매우 의미있는 일일 것이다"라고 말하였다. 양유찬은 1960년 1월 30일, 서방측이 앞으로 소련과 가지게 될 정상회담과 군축협상은 헛된 것이 될 것이라고 말하였다. 양대사는 협상에 의한 냉전완화의 희망을 "가장 의심스러운" 것이라고 단정하였다. 국가안보여성토론회에서 행하기 위하여 준비된 연설중에서 양대사는 소련수상 니키타 흐루시초프와 냉전협상을 가지기로 한 아이젠하워 대통령이나 서방동맹국들의 결정에 대하여 특정의 언급은 하지 않았다.
크리스찬 허터(Christian Herter) 미국무장관은 1960년 3월 16일, 한국의 정부통령선거에 관하여 일어난 폭력사태를 개탄하였다. 한편 허터 미국무장관은 양유찬 대사를 국무성으로 불러, 20분간 회담하였다. 동 회담 직후 양대사는 허터 국무장관이 "이승만 대통령과 자유당의 압도적 승리는 유감스러운 여러 사건으로 말미암아 형편없이 되었다는 사실을 자기에게 알리고 싶어 하였다"고 말하였다. 양대사는 또한 허터 장관이 자기에게 한일 양국간의 문제해결을 위한 한일회담이 진전없음에 대해서도 얘기하였다고 말하였다. 허터 국무장관은 이번 선거소란을 가장 불행한 사건이라고 칭하였다고 말하였다.
4·19 혁명 직후에 양유찬은 사직하였다. 과도 국무원은 4월 29일 상오 10시부터 열린 첫 국무회의에서 사표를 낸 양유찬 대사를 면직하기로 정식의결하였다. 1960년 4월 29일, 양유찬은 워싱턴에서 개인사업을 하려고 생각하고 있다고 말하였다. 양유찬은 아직 한국 임시정부로부터 누가 그의 후임이 될 것인가에 관하여 아무런 시사도 받지 않았다. 그는 아직 명확한 계획은 없으나 한국 정계에 투신하거나 의업을 재계할 생각은 없다고 말하였다. 5월 2일, 양유찬은 새로운 한국정부가 이날 그 사표를 수리했다고 밝혔다. 양유찬은 "나는 그들이 나의 사표를 수리해서 기쁘며 짐이 가벼워졌다"고 말하였다. 한편 한국 대사관의 제2자(第二者)이며 노련한 외교관인 한표욱 공사가 대리대사로 지명되었다.
이와 같은 변경에 관한 정식 통고문이 2일 미국 국무성과 외교단에 전달되었다. 양유찬의 외교활동은 외무본부의 체계를 무시한 경무대 직통 외교로 비난을 받았다. 외교 옵써버들은 양유찬이 한결같이 이승만 정권의 독선적인 외교를 합리화시키는 데 전력을 경주하였으며 지난 3∙ 15 정∙ 부통령선거에 대하여도 자유세계에 모범이 된 공정한 선거였다는 것을 우방 제국에 왜곡 선전하는 한편 마산에서의 국민의거는 공산오열(五列)의 개입 운운으로 이승만 정권의 부패상을 묵인, 국제여론을 오도케 하였음을 상기시켰다. 양유찬은 조용한 주택지인 메이플밀가(街)에 있는 자택에서 자기와 한(韓) 공사가 이승만의 돈을 스위스 은행에 예금하였다는 모 신문기사에 관하여 펄펄뛰면서 이것은 사실무근이라고 1960년 7월 13일 반박하였다.

### 대일 외교
1960년 3월 19일, 양유찬은 일본 공동(共同) 통신기자와의 회견에서 한일간의 여러 문제에 관하여 다음과 같이 말하였다. △ 한일문제 : 양유찬은 한국과 일본이 1960년 3월에 억류자를 상호석방하기로 한 합의는 양국간의 주요한 여러 가지 문제해결에 더한층의 진전을 약속해주는 것이라고 말하였다. 한 인터뷰에서 양유찬은 기타 모든 조건에 합의가 이루어진다면 논쟁 중인 한일간의 어로문제의 만족할만한 조정이 회담석상에서 이루어질 것이라고 말하였다. 그러나 양유찬은 어로선문제가 토의되기 전에 적어도 다음과 같은 일곱가지 문제가 해결되어야 한다고 언명하였다. 1. 제2차세계대전 전 또는 대전중에 일본으로 끌려간 한국인 노동자들에 대한 보상문제 2. 한국으로 송환되는 재일한교(韓僑)들이 재산을 반출할 수 있도록 하는 협정 3. 일본에 남아있기를 희망하는 한교들에게 강제송환의 공포를 없애기 위한 정당한 거주권의 인정 4. 한국국보의 반환 5. 일본에 있는 한국재산권의 해결 6. 일본에 가져간 한국 선박 7만5천톤의 반환 7. 한일간의 해저전신에 관한 문제의 해결 △ 영해문제 : 이상의 조건 수락으로 평화선 문제는 해결되나 평화선문제와 영해문제는 별개의 것이다. △ 해양법 회의 : 한국정보는 해양법회의에서 미국안을 지지하도록 대표들에게 훈령하였다. 그러나 평화선문제는 영해문제와는 별도로 한일양국 사이에서 해결되어야 한다. 양유찬은 이상 조건을 일본이 수락한다면 한일관계는 정상화되고 평화선문제와 어로문제는 해결될 것이라고 말하였다. 그는 이어 허터 미국 국무장관과의 회담은 시종 부드러운 분위기 속에서 이루어졌다고 말하였다.

## 기타

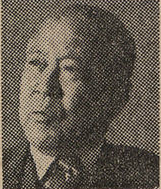
1975년경의 양유찬.

1950년대 외자도입으로 건설된 충주비료공장은 양유찬의 노력으로 이루어졌다.
양유찬은 이북의 선전공세를 막기 위하여 대이북 서울 회담을 제의하는 것이 어떠냐는 견해를 표명한데 대하여 1960년 12월 10일 외무부장관 정일형은 반대태도를 취하였다. 1960년 12월 24일 상오, 정일형은 "해임되었음에도 귀국하지 않고 타국에서 직장을 구하여 거주함으로써 국가위신을 추락시키고 있는 해외공관장들에게 강력한 소환명령을 발하였다고"고 언명하였다. 소환해당자에는 양유찬도 포함되어 있었다.

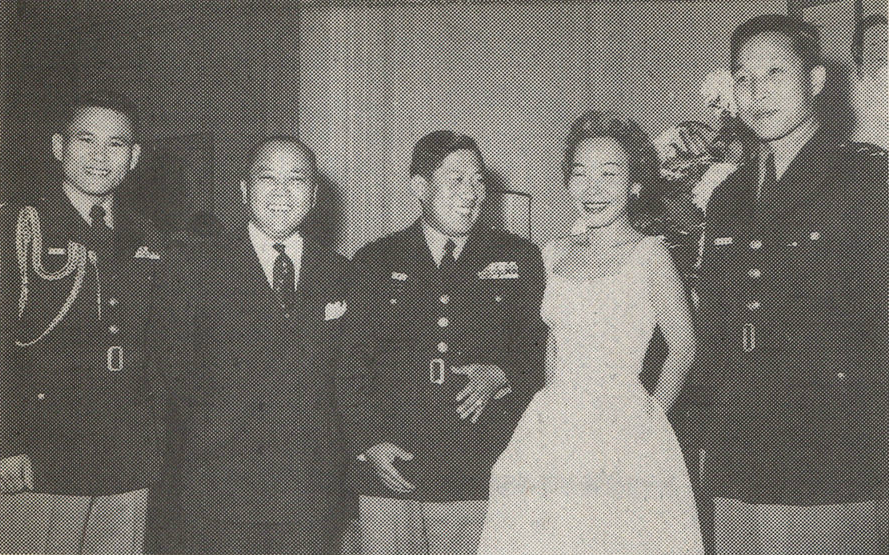
왼쪽부터 이후락, 양유찬, 유재흥, 양유찬의 부인, 김형일.

1951년∼1958년 유엔총회 한국수석대표, 1960년 주미대사 겸 브라질대사를 지냈다. 1965년 9월 7일, 대한민국 국무회의는 양유찬을 특명전권순환대사에 임용키로 의결했다. 양유찬은 유엔대표부에 소속토록 되었다. 이때부터 1972년에 걸쳐 순회대사로 각국 순방의 외교활동에 주력하고 1972년 외무부 대기대사를 지냈다.
1960년 6월 28일, 양유찬은 자유당의 김상도 의원에게 꾸어준 돈 200달러를 좀 받아달라는 편지를 외무부로 보냈다. 편지 내용은 "김의원이 작년에 미국을 들렸을 때 여비가 모자란다기에 200달러를 꾸어준 일이 있는데 아직도 갚을 생각을 안하니 꼭 받아달라"는 것이었다. 1960년 2월 19일, 양유찬 대사의 부인이 워싱턴에서 열린 홈쇼에서 미세스 가정주부(워싱턴에 주재하는 외국외교관 부인 가운데서 선출된다)로 지명되었다.

## 저서
《Our Common Task》(1953년)

《The Aspirations of Korea》(1954년)

《Korea Against Communism》(1966년)

## 참고 자료
- 양유찬(梁裕燦) - 한국학중앙연구원

## 같이 보기
| - 한미 관계 - 이승만 - 김규식 - 장면 - 윤치영 - 임병직 - 한표욱 - 윤보선 - 정일권 | - 존 포스터 덜레스 - 대마도 - 대마도 분쟁 - 1951년 7월 19일 당시 주미한국대사 양유찬은 美국무부에 찾아가 존 포스터 덜레스를 만난 자리에서 이승만 정부의 5개 요구사항을 전하였다. 5개 항 가운데서 마지막 항은 “대마도, 파랑도, 독도가 러일전쟁 중 일본이 점령하기 전에 한국 영토였으므로, 일본은 그 세 섬에 대한 영유권을 포기해야 한다”는 요구였다. - 프레이저 보고서 - 딘 러스크 - 러스크 서한 |

| 전임 한표욱 (임시) | 제2대 주미국 대사 1951년 4월 - 1960년 4월 29일 | 후임 정일권 |